# Цистит
Циститът (на латински: cystitis) е възпалително заболяване на лигавицата на пикочния мехур, което може да засегне и другите слоеве на мехурната стена. То е доста разпространено и е по-често срещано при жените. За възникване на цистита благоприятстват много фактори: охлаждане на организма, задържането на урина в пикочния мехур, запек, преумора, катетеризация, бременност, климакс и други. Когато циститът е последица от друго заболяване (аденом на простатната жлеза, тумори и камъни в мехура), той се нарича вторичен.
Циститът се изявява с чести позиви за уриниране, болки при уриниране, наличие на бактерии и кръв в урината. Острият първичен цистит протича с рязко изразени признаци, но преминава за 5 – 7 дни, дори без лечение.
Циститът бива:
- инфекциозен – на бактериална, вирусна, гъбична основа;
- неинфекциозен – радиационен, лекарствен.

В зависимост от протичането се различават остри и хронични цистити

## Честота и разпространение
Циститът се среща във всички възрастови групи, като по-често засяга младите жени.

## Остър цистит
Острият цистит може да се развие нагоре по уретерите към бъбреците или надолу по уретрата. Той възниква вследствие на проникването на микроорганизми в пикочния мехур. 

### Видове
- Катарален[1]
- Хеморагичен[1]
- Флегмонозен[1]
- Гангренозен[1]

### Симптоми
- Чести пориви на уриниране (полакиурия).[1]
- Болезнено уриниране (дизурия) както денем, така и нощем.[1]
- Поява на гной в урината, която с течение на времето става мътна (пиурия).[1]
- В някои случаи може да се очаква и повишена телесна температура.[1]

### Лечение
Лечението на острия цистит се провежда с постелен режим, течнокашава диета, обилно пиене на затоплени течности, топли водни процедури. По показание се прилагат антибиотици, химиотерапевтици, спазмолитици и болкоуспокояващи средства. При положителна посявка от урината лечението е антибиотично, като други лечебни мероприятия са пиенето на билкови чайове, особено полски хвощ, както и почивка от поне 10 дена. Ако заболяването не изчезне до 15 – 20 дена е наложително да се направи детайлно урологично изследване. 

#### Билки прилагани при лечение на цистит
- Американска червена боровинка[2]
- Магданоз[3]
- Хвойна[4]

## Хроничен цистит
Хроничният цистит се образува като резултат на неправилно излекуван остър цистит или в резултат на друго предшестващо заболяване, което е довело да него (аденом на простатната жлеза, туберкулоза и т.н). Усложненията на хроничния цистит са: фиброзиране и намаляване обема на мехура, пробив на стената на мехура и други. Този цистит може да протече с месеци, обикновено до отстраняване на основното заболяване, което го е причинило.

### Симптоми и диагноза
Симптомите на хроничния цистит са подобни на тези на острия, но за разлика от втория, тук е абсолютно наложително да се направи екскреторна урография, а също така и цистоскопия, като чрез тези изследвания се изяснява причината за хроничния цистит.

### Лечение
Лечението на хроничния цистит зависи от причината за неговото възникване. Именно затова лечението се състои главно в отстраняване на причинилите го заболявания.

## Профилактика
Профилактиката на цистита се състои в поддържане на висока лична хигиена, предпазване от простуда, отстраняване на запека, извършване на катетеризация само при строго показание, отстраняване на заболявания и болестни състояния, които причиняват вторичен цистит (простатен аденом, тумори и камъни в мехура и други).